# Erik Gustaf Lidbeck
Erik Gustaf Lidbeck, född den 21 juni 1724 i Edsleskogs socken, Älvsborgs län, död den 9 februari 1803 i Lund, var en svensk botanist, en av Linnés lärjungar. Han var far till Anders Lidbeck.

## Biografi
Lidbeck skrevs in som student vid Uppsala universitet 1741. Han blev snart uppmärksammad av Linné, som tog med honom som sekreterare på sin västgötaresa 1746 och två år senare hjälpte honom till en post som docent i ekonomi och naturalhistoria. Året därefter promoverades han till filosofie magister.
År 1750 utnämndes Lidbeck, åter på Linnés förslag, till medicine adjunkt vid Lunds universitet, det lärosäte där han skulle tillbringa återstoden av sin akademiska karriär. Inom ramen för sin adjunktur undervisade Lidbeck i botanik, naturalhistoria och mineralogi. Inte minst kombinerade han dock uppdraget med att vara föreståndare för universitetets botaniska trädgård. År 1755 blev Lidbeck ledamot av Kungliga Vetenskapsakademien.
År 1756 blev han professor i naturalhistoria och direktör för plantagerna i Skåne, 1787 dessutom professor i ekonomi. Från 1795 erhöll Lidbeck tjänstledighet. Hans främsta verksamhet var som plantagedirektör, varvid Lidbeck ivrade för nyttiga växters införande och acklimatisering i Skåne. Lundagårds plantering och anläggningen av den forna botaniska trädgården på nuvarande universitetsplatsen i Lund är Lidbecks verk.